# Sự mở rộng của Liên minh châu Âu

Các lãnh thổ của các quốc gia thành viên Liên minh châu Âu (Cộng đồng châu Âu trước năm 1993), hoạt hình theo thứ tự gia nhập. Các lãnh thổ bên ngoài châu Âu và môi trường xung quanh ngay lập tức không được hiển thị.

Liên minh châu Âu (EU) đã mở rộng một số lần trong suốt lịch sử của mình bằng cách gia nhập mới quốc gia thành viên Liên minh. Để gia nhập EU, một nhà nước cần phải đáp ứng các điều kiện kinh tế và chính trị được gọi là tiêu chí Copenhagen (sau hội nghị thượng đỉnh Copenhagen vào tháng 6 năm 1993), đòi hỏi một chính phủ dân chủ ổn định, tôn trọng luật pháp, và các quyền tự do và thể chế tương ứng. Theo Hiệp ước Maastricht, mỗi quốc gia thành viên hiện tại và Nghị viện châu Âu phải đồng ý với bất kỳ sự mở rộng nào. Quá trình mở rộng đôi khi được gọi là hội nhập châu Âu. Thuật ngữ này cũng được sử dụng để chỉ sự tăng cường hợp tác giữa các quốc gia thành viên EU khi các chính phủ quốc gia cho phép sự hài hòa dần dần của luật pháp quốc gia.
Tiền thân của EU, Cộng đồng kinh tế châu Âu, được thành lập với các quốc gia thành viên Nội Sáu vào năm 1958, khi Hiệp ước Rome có hiệu lực. Kể từ đó, tư cách thành viên của EU đã tăng lên hai mươi tám, với quốc gia thành viên mới nhất là Croatia, đã gia nhập vào tháng 7 năm 2013. Sự mở rộng lãnh thổ gần đây nhất của EU là sự hợp nhất của Mayotte vào năm 2014. Sự giảm thiểu lãnh thổ đáng chú ý nhất của EU, và những người tiền nhiệm của nó, là sự ra đi của Algeria khi giành độc lập vào năm 1962 và sự ra đi của Greenland năm 1985.
Kể từ năm 2018, các cuộc đàm phán gia nhập đang được tiến hành với Serbia (kể từ 2014), Montenegro (từ 2012) và Thổ Nhĩ Kỳ (kể từ năm 2005). Serbia và Montenegro đã được Chủ tịch Ủy ban châu Âu Jean-Claude Juncker và ủy viên mở rộng, ông Julian Hahn mô tả là ứng cử viên hàng đầu, và dự kiến rằng họ sẽ tham gia vào năm 2025, trong nhiệm vụ tiếp theo của Ủy ban châu Âu. Các cuộc đàm phán với Thổ Nhĩ Kỳ cũng đang diễn ra với tốc độ chậm hơn, đặc biệt kể từ nỗ lực đảo chính Thổ Nhĩ Kỳ năm 2016 do sự phản đối của EU đối với phản ứng của chính phủ Thổ Nhĩ Kỳ. Ngoài ra, Vương quốc Anh đang đàm phán rút khỏi EU, sau một cuộc trưng cầu dân ý trong đó đa số đã bỏ phiếu ủng hộ rời khỏi EU.

## Chính sách mở rộng
Ngày nay, quá trình gia nhập được đi kèm với một số bước chính thức, bắt đầu bằng hiệp ước trước khi gia nhập và kết thúc bằng việc phê chuẩn hiệp ước gia nhập cuối cùng. Ủy ban Châu Âu (Trưởng phòng Mở rộng) kiểm soát các bước trên, nhưng các cuộc đàm phán thực tế được tổ chức giữa các quốc gia thành viên của liên minh và quốc gia ứng cử viên.

### Quá trình mở rộng
Về lý thuyết, bất kỳ quốc gia châu Âu nào cũng có thể tham gia Liên minh châu Âu. Hội đồng EU tư vấn với Ủy ban và Nghị viện châu Âu và đưa ra quyết định về việc bắt đầu đàm phán gia nhập. Hội đồng từ chối hoặc phê duyệt đơn chỉ nhất trí. Để có được sự chấp thuận của ứng dụng, quốc gia phải đáp ứng các tiêu chí sau:
- phải là một "quốc gia châu Âu";
- phải tôn trọng các nguyên tắc tự do, dân chủ, tôn trọng quyền con người và các quyền tự do cơ bản, pháp quyền.

Tư cách thành viên cần có những điều sau đây:
- Tuân thủ các tiêu chí Copenhagen được Hội đồng công nhận năm 1993:
  - Sự ổn định của các thể chế bảo đảm dân chủ, pháp quyền, nhân quyền, tôn trọng và bảo vệ các nhóm thiểu số;
  - Sự tồn tại của nền kinh tế thị trường chức năng, cũng như khả năng đối phó với áp lực cạnh tranh và giá cả thị trường trong Liên minh
  - Khả năng chấp nhận nghĩa vụ thành viên, bao gồm cam kết đối với các mục tiêu chính trị, kinh tế và tiền tệ của liên minh.

Vào tháng 12 năm 1995, Hội đồng châu Âu Madrid đã sửa đổi các tiêu chí thành viên của mình để bao gồm các điều kiện để hội nhập một quốc gia thành viên thông qua quy định phù hợp về cấu trúc hành chính của mình: vì điều quan trọng là luật pháp EU được phản ánh trong luật pháp quốc gia, điều quan trọng là luật pháp quốc gia sửa đổi phải được thực thi hiệu quả thông qua hành chính thích hợp và cấu trúc tư pháp.

### Quá trình
Trước khi một quốc gia đăng ký làm thành viên, thường phải ký thỏa thuận thành viên liên kếtđể giúp chuẩn bị đất nước cho tình trạng của một ứng cử viên và, có thể, một thành viên. Nhiều quốc gia thậm chí không đáp ứng các tiêu chí cần thiết để bắt đầu đàm phán trước khi bắt đầu áp dụng, vì vậy họ cần nhiều năm để chuẩn bị cho quá trình này. Một thỏa thuận thành viên liên kết giúp chuẩn bị cho bước đầu tiên này. Trong trường hợp của vùng Đông Balkan, một quy trình đặc biệt, quá trình ổn định và liên kết tồn tại để không xung đột với hoàn cảnh. Khi một quốc gia chính thức yêu cầu thành viên, Hội đồng yêu cầu Ủy ban bày tỏ quan điểm về sự sẵn sàng của quốc gia để bắt đầu đàm phán. Hội đồng có thể chấp nhận hoặc từ chối ý kiến của Ủy ban. Hội đồng chỉ một lần bác bỏ ý kiến của Ủy ban - trong trường hợp của Hy Lạp, khi Ủy ban can ngăn Hội đồng từ các cuộc đàm phán giới thiệu. Nếu hội đồng quyết định mở các cuộc đàm phán, quá trình xác minh bắt đầu. Đây là một quá trình trong đó EU và quốc gia ứng cử viên kiểm tra luật pháp của họ và luật pháp EU, xác định sự khác biệt hiện có. Sau này, Hội đồng khuyến nghị bắt đầu các cuộc đàm phán về các chương của Pháp luật khi quyết định rằng có đủ các điểm liên lạc cho các cuộc đàm phán mang tính xây dựng. Các cuộc đàm phán thường bao gồm thực tế là quốc gia ứng cử viên đang cố gắng thuyết phục EU rằng luật pháp và quản lý hành chính của mình được phát triển đủ để tuân thủ luật pháp châu Âu, có thể được các quốc gia thành viên cho là phù hợp. khi quyết định rằng có đủ điểm hội tụ cho các cuộc đàm phán mang tính xây dựng. Các cuộc đàm phán thường bao gồm thực tế là quốc gia ứng cử viên đang cố gắng thuyết phục EU rằng luật pháp và quản lý hành chính của mình được phát triển đủ để tuân thủ luật pháp châu Âu, có thể được các quốc gia thành viên cho là phù hợp. khi quyết định rằng có đủ điểm hội tụ cho các cuộc đàm phán mang tính xây dựng. Các cuộc đàm phán thường bao gồm thực tế là quốc gia ứng cử viên đang cố gắng thuyết phục EU rằng luật pháp và quản lý hành chính của mình được phát triển đủ để tuân thủ luật pháp châu Âu, có thể được các quốc gia thành viên cho là phù hợp.

## Lịch sử hình thành
| Quốc gia nộp đơn                                                                                           | Cấp        | Gia nhập/thất bại |
| --- | ---------- | --- |
| Albania | 2009-04-28 | Ứng cử viên chính thức |
| Áo | 1989-07-17 | 1995-01-01 |
| Bỉ | N/A        | 1952-07-23 |
| Bosnia và Herzegovina                                                                                      | 2016-02-15 | Ứng viên tiềm năng |
| Bulgaria                                                                                                   | 1995-12-14 | 2007-01-01 |
| Croatia | 2003-02-21 | 2013-07-01 |
| Cyprus | 1990-07-03 | 2004-05-01 |
| Cộng hòa Séc                                                                                               | 1996-01-17 | 2004-05-01 |
| Đan Mạch                                                                                                   | 1961-08-10 | Withdrawn due to veto of UK application                                                                                             |
| Đan Mạch                                                                                                   | 1967-05-11 | 1973-01-01 |
| Estonia | 1995-11-24 | 2004-05-01 |
| Phần Lan                                                                                                   | 1992-03-18 | 1995-01-01 |
| Pháp | N/A        | 1952-07-23 |
| Tây Đức | N/A        | 1952-07-23 |
| Hy Lạp | 1975-06-12 | 1981-01-01 |
| Hungary | 1994-03-31 | 2004-05-01 |
| Iceland | 2009-07-17 | Frozen due to election of new government                                                                                            |
| Ireland | 1961-07-31 | Withdrawn due to veto of UK application                                                                                             |
| Ireland | 1967-05-11 | 1973-01-01 |
| Ý | N/A        | 1952-07-23 |
| Kosovo* | —          | Ứng viên tiềm năng |
| Latvia | 1995-09-13 | 2004-05-01 |
| Litva | 1995-12-08 | 2004-05-01 |
| Luxembourg                                                                                                 | N/A        | 1952-07-23 |
| Malta | 1990-07-16 | Frozen due to election of new government in October 1996. Resumed following another election of a new government in September 1998. |
| Malta | 1990-07-16 | 2004-05-01 |
| Montenegro                                                                                                 | 2008-12-15 | Negotiating |
| Morocco | 1987-07-20 | Rejected by the European Council |
| Hà Lan | N/A        | 1952-07-23 |
| Bắc Macedonia                                                                                              | 2004-03-22 | Ứng cử viên chính thức |
| Na Uy | 1962-04-30 | Withdrawn due to veto of UK application                                                                                             |
| Na Uy | 1967-07-21 | Rejected by Norway in referendum |
| Na Uy | 1992-11-25 | Rejected by Norway in referendum |
| Ba Lan | 1994-04-05 | 2004-05-01 |
| Bồ Đào Nha                                                                                                 | 1977-03-28 | 1986-01-01 |
| România | 1995-06-22 | 2007-01-01 |
| Slovakia                                                                                                   | 1995-06-27 | 2004-05-01 |
| Slovenia                                                                                                   | 1996-06-10 | 2004-05-01 |
| Tây Ban Nha                                                                                                | 1962-02-09 | Rejected by the European Council |
| Tây Ban Nha                                                                                                | 1977-06-28 | 1986-01-01 |
| Serbia | 2009-12-22 | Negotiating |
| Thụy Điển                                                                                                  | 1991-07-01 | 1995-01-01 |
| Thụy Sĩ | 1992-05-25 | Withdrawn due to public opinion |
| Thổ Nhĩ Kỳ                                                                                                 | 1987-04-14 | Negotiating |
| Vương quốc Anh                                                                                             | 1961-08-10 | Vetoed by France |
| Vương quốc Anh                                                                                             | 1967-05-10 | 1973-01-01 |
| * Ứng dụng cho Cộng đồng Than Thép châu Âu, Các cộng đồng châu Âu và Liên minh châu Âu tùy thuộc vào ngày. |            | |

### Thành viên sáng lập
Cộng đồng Than Thép châu Âu (ECSC) được đề xuất bởi Robert Schuman trong tuyên bố của mình trên ngày 9 tháng 5 năm 1950 và tham gia các tổng hợp của than và thép các ngành công nghiệp của Pháp và Tây Đức. Một nửa trong số các quốc gia của dự án, Bỉ, Luxembourg và Hà Lan, đã đạt được một mức độ hội nhập lớn giữa họ với các cơ quan của Benelux và các hiệp định song phương trước đó. Năm quốc gia này đã được tham gia bởi Ý và tất cả họ đã ký kết tại Hiệp ước Paris ngày 23 tháng 7 năm 1952. Sáu thành viên này, được mệnh danh là ' sáu bên trong ' (trái ngược với 'bảy bên ngoài', người đã thành lập Hiệp hội Thương mại Tự do Châu Âu, những người nghi ngờ về các kế hoạch hội nhập như vậy) đã ký kết các Hiệp ước Rome thành lập hai cộng đồng xa hơn, được gọi là Cộng đồng châu Âu khi họ sáp nhập các giám đốc điều hành vào năm 1967.
Năm 1962, Tây Ban Nha, do nhà độc tài quân sự Francisco Franco cai trị, đã ban hành nỗ lực đầu tiên để gia nhập Cộng đồng châu Âu. Bộ trưởng Ngoại giao Tây Ban Nha Fernando María Castiella đã gửi mẫu yêu cầu tới Thủ tướng Pháp Maurice Couve de Murville. Yêu cầu này đã bị tất cả các nước thành viên từ chối vào năm 1964; Tây Ban Nha không phải là một nền dân chủ vào thời điểm đó, và do đó không thể tham gia EEC. Cộng đồng đã thấy một số mất mát lãnh thổ do sự phân rã xảy ra trong thời đại của họ. Algeria, một phần không thể thiếu của Pháp, có mối quan hệ đặc biệt với Cộng đồng. Algeria giành được độc lập vào ngày 5 tháng 7 năm 1962 và do đó rời khỏi Cộng đồng. Không có sự mở rộng cho đến những năm 1970. Và thành viên sáng lập đó chính là Cộng hòa Pháp.

### Mở rộng đầu tiên
Ngay sau thủ tướng Pháp Charles khi De Gaulle rời khỏi vị trí của mình, cơ hội gia nhập Cộng đồng đã mở cửa trở lại. Cùng với Anh, Đan Mạch, Ireland và Na Uy đã nộp đơn và nhận được sự chấp thuận, nhưng chính phủ Na Uy đã mất trưng cầu dân ý về tư cách thành viên trong Cộng đồng và do đó, đã không tham gia Cộng đồng vào ngày 1 tháng 1 năm 1973 ngang bằng với các quốc gia khác. Gibraltar - một lãnh thổ hải ngoại của Anh - đã bị sáp nhập vào Cộng đồng với Vương quốc Anh.
Vào những năm 1970, nền dân chủ đã được khôi phục ở Hy Lạp, Tây Ban Nha và Bồ Đào Nha. Hy Lạp (năm 1981), và đằng sau nó cả hai quốc gia Iberia (năm 1986), đã được kết nạp vào cộng đồng. Năm 1985, Greenland, đã giành được quyền tự trị từ Đan Mạch, ngay lập tức thực hiện quyền rút khỏi Cộng đồng châu Âu. Morocco và Thổ Nhĩ Kỳ đã nộp đơn vào năm 1987, Morocco từ chối, vì họ không coi đó là một quốc gia châu Âu. Ứng dụng Thổ Nhĩ Kỳ đã được chấp nhận để xem xét, nhưng chỉ trong năm 2000, Thổ Nhĩ Kỳ mới có được tư cách ứng cử viên và chỉ đến năm 2004, các cuộc đàm phán chính thức mới bắt đầu khi Thổ Nhĩ Kỳ gia nhập Cộng đồng.

### Sau Chiến tranh Lạnh
Năm 1989-1990, Chiến tranh Lạnh kết thúc và vào ngày 3 tháng 10 năm 1990, Đông và Tây Đức đã được đoàn tụ. Do đó, Đông Đức trở thành một phần của cộng đồng trong nước Đức thống nhất (Tây Berlin đã gửi đại biểu đến Nghị viện châu Âu từ năm 1979). Năm 1993, Cộng đồng Châu Âu đã trở thành Liên minh Châu Âu trên cơ sở Hiệp ước Maastricht năm 1993. Một số quốc gia thuộc Hiệp hội Thương mại Tự do Châu Âu, giáp với khối Đông phương cũ trước khi Chiến tranh Lạnh kết thúc, đã đăng ký làm thành viên trong Cộng đồng. Năm 1995, Thụy Điển, Phần Lan và Áo được chấp nhận vào EU. Đây là lần mở rộng thứ tư của EU. Chính phủ Na Uy đã thất bại tại thời điểm đó một cuộc trưng cầu dân ý thứ hai về tư cách thành viên. Kết thúc Chiến tranh Lạnh và Tây phương hóa Đông Âu đã đặt EU vào nhu cầu hài hòa các tiêu chuẩn cho các thành viên mới trong tương lai để đánh giá sự tuân thủ của họ. Theo tiêu chí Copenhagen, đã quyết định rằng đất nước nên là một nền dân chủ, có một thị trường tự do và sẵn sàng chấp nhận tất cả các luật pháp EU đã thỏa thuận.

### Mở rộng Khối phía Đông
8 trong số các quốc gia này (Cộng hòa Séc, Estonia, Hungary, Litva, Latvia, Ba Lan, Slovakia và Slovenia) và các quốc đảo Địa Trung Hải của Malta và Síp đã gia nhập liên minh vào ngày 1 tháng 5 năm 2004. Đây là sự mở rộng lớn nhất về chỉ số con người và lãnh thổ, mặc dù nhỏ nhất về GDP (tổng sản phẩm quốc nội). Sự kém phát triển của các quốc gia này khiến một số quốc gia thành viên khó chịu, do đó một số hạn chế đã được áp dụng đối với việc thuê và đi du lịch cho công dân của các quốc gia thành viên mới. Việc di cư, trong mọi trường hợp sẽ xảy ra, đã làm nảy sinh nhiều lời sáo rỗng chính trị (ví dụ, người thợ sửa ống nước Ba Lan), bất chấp những lợi ích đã được chứng minh của người di cư đối với nền kinh tế của các quốc gia này.
Theo trang web chính thức của Ủy ban châu Âu, chữ ký của Bulgaria và România trong thỏa thuận giới thiệu đánh dấu sự kết thúc của việc mở rộng thứ năm của EU. Do đó, việc mở rộng năm 2004 chỉ là một phần của việc mở rộng thứ năm. Gần đây Elmar Brooke, một thành viên người Đức của Nghị viện Châu Âu và chủ tịch ủy ban đối ngoại của Nghị viện Châu Âu, nói thêm: Croatia là phần cuối cùng của việc mở rộng liên tục công thức 10 cộng hai cộng một."
Bulgaria và România, chưa sẵn sàng để mở rộng năm 2004, đã trở thành thành viên vào ngày 1 tháng 1 năm 2007. Giống như các quốc gia đã tham gia năm 2004, họ phải đối mặt với một số hạn chế. Việc thiếu tiến bộ trong một số lĩnh vực, chẳng hạn như tư pháp, dẫn đến những hạn chế hơn nữa: đặc biệt, họ sẽ nhận được tiền từ các quỹ của EU như bình thường cho đến khi họ đạt được tiến bộ trong các lĩnh vực có vấn đề.

### Các quốc gia thành viên hiện nay
| Thành viên  | Năm gia nhập | Dân số | Diện tích | GDP   | GDP bình quân đầu người (PPP) |
| ----------- | ------------ | ------ | --------- | ----- | ----------------------------- |
| Austria     | 1995         | 8.2    | 83858     | 227.7 | 27,900                        |
| Bỉ          | 1952         | 10.3   | 30510     | 299.7 | 29,200                        |
| Bulgaria    | 2007         | 7.5    | 110910    | 49.2  | 6,500                         |
| Croatia     | 2013         | 4.4    | 56542     | 43.1  | 9,800                         |
| Cyprus1     | 2004         | 0.8    | 9250      | 9.4   | 15,000                        |
| Czech       | 2004         | 10.2   | 78866     | 157.1 | 15,300                        |
| Denmark2    | 1973         | 5.4    | 43094     | 155.3 | 28,900                        |
| Estonia     | 2004         | 1.4    | 45226     | 15.5  | 11,000                        |
| Finland     | 1995         | 5.2    | 337030    | 133.8 | 25,800                        |
| Pháp        | 1952         | 60.2   | 547030    | 1558  | 26,000                        |
| Đức3        | 1952         | 82.4   | 357021    | 2160  | 26,200                        |
| Greece      | 1981         | 10.7   | 131940    | 203.3 | 19,100                        |
| Hungary     | 2004         | 10.0   | 93030     | 134.0 | 13,300                        |
| Ireland     | 1973         | 3.9    | 70280     | 113.7 | 29,300                        |
| Italy       | 1952         | 58.0   | 301320    | 1455  | 25,100                        |
| Latvia      | 2004         | 2.3    | 64589     | 21.0  | 8,900                         |
| Lithuania   | 2004         | 3.5    | 65200     | 30.0  | 8,400                         |
| LUX         | 1952         | 0.5    | 2586      | 21.9  | 48,900                        |
| Malta       | 2004         | 0.4    | 316       | 6.8   | 17,200                        |
| Hà Lan      | 1952         | 16.2   | 41526     | 437.8 | 27,200                        |
| Poland      | 2004         | 38.6   | 312685    | 373.2 | 9,700                         |
| Bồ Đào Nha  | 1986         | 10.1   | 92931     | 195.2 | 19,400                        |
| Romania     | 2007         | 22.3   | 238391    | 169.3 | 7,600                         |
| Slovakia    | 2004         | 5.4    | 48845     | 67.3  | 12,400                        |
| Slovenia    | 2004         | 1.9    | 20253     | 37.1  | 19,200                        |
| Tây Ban Nha | 1986         | 40.2   | 504782    | 850.7 | 21,200                        |
| Thụy Điển   | 1995         | 8.9    | 449964    | 230.7 | 26,000                        |
| UK4         | 1973         | 60.1   | 244820    | 1528  | 25,500                        |
| Tổng cộng   |              | 489    | 4382795   | 10684 | 21,953                        |

## Thành viên rời đi
Vương quốc Liên hiệp Anh và Bắc Ireland gia nhập Cộng đồng Kinh tế châu Âu vào năm 1973. Tuy nhiên, tới năm 1975, một cuộc trưng cầu dân ý đã được thực hiện với số phiếu đa số ủng hộ việc quốc gia này ở lại tổ chức.
Việc rời khỏi Liên minh châu Âu một lần nữa được nhắc tới với cuộc trưng cầu dân ý ngày 23 tháng 6 năm 2016. Cuộc trưng cầu dân ý này được tổ chức bởi Quốc hội sau khi Điều luật tổ chức trưng cầu dân ý về Liên minh châu Âu năm 2015 (c. 36) được thông qua.
Đối với những người thuộc phe ủng hộ việc ở lại Liên minh châu Âu, khái niệm Bremain cũng đôi lúc được nhắc đến song song với từ Remain phổ thông hơn. Kết quả chính thức được công bố vào lúc 7 giờ sáng giờ London ngày 24 tháng 6, phe Brexit giành chiến thắng với khoảng cách 1 triệu phiếu (51,89 % số phiếu). Kết quả này còn chờ Quốc hội phê chuẩn mới có hiệu lực.

## Mở rộng hơn
Mở rộng hơn nữa dành cho bất kỳ quốc gia dân chủ châu Âu nào có thị trường tự do có mong muốn và khả năng đưa luật pháp phù hợp với luật pháp EU. Các điều kiện để nhập cảnh được bao gồm trong tiêu chí Copenhagen, được thống nhất vào năm 1992 và được ghi trong Hiệp ước Maastricht (Điều 49). Việc một quốc gia là châu Âu được xác định bởi đánh giá chính trị được thực hiện bởi các tổ chức EU.
Hiện tại, năm quốc gia có tư cách ứng cử viên: Albania (đã nộp đơn vào năm 2009), Bắc Macedonia (năm 2004), Serbia (năm 2009), Thổ Nhĩ Kỳ (năm 1987) và Montenegro (năm 2008), trong khi Bắc Macedonia và Albania chưa bắt đầu đàm phán gia nhập. Các bang của Tây Balkan đã ký Thỏa thuận Ổn định và Hiệp hội, đã có hiệu lực đối với Albania, Bắc Macedonia, Serbia và Montenegro, và thường đi trước đơn đăng ký làm thành viên. Điều đáng chú ý là Montenegro đứng thứ hai sau Croatia về việc tuân thủ các tiêu chí của Copenhagen và theo giả định của các chuyên gia, mục nhập của nó có thể xảy ra trước năm 2014. Iceland đã nộp đơn vào năm 2009, nhưng vào tháng 5 năm 2013, một chính phủ mới của Iceland đã quyết định đóng băng các cuộc đàm phán về việc nước này gia nhập EU và chính thức rút đơn vào ngày 12 tháng 3 năm 2015. Năm 2016, Bosnia và Herzegovina đã nộp đơn đăng ký làm thành viên EU, nhưng nước này vẫn chưa có được tư cách của một ứng cử viên.
Hiệp định Hiệp hội với EU được ký kết bởi ba quốc gia: Gruzia, Moldova và Ukraina.
Thụy Sĩ áp dụng cho các thành viên trong Liên minh châu Âu trong năm 1992. Trong cùng năm đó, một cuộc trưng cầu dân ý đã được tổ chức, trong đó phần lớn người Thụy Sĩ phản đối hội nhập vào các thể chế châu Âu. Vào tháng 6 năm 2016, Nghị viện Thụy Sĩ đã chính thức thông báo cho Liên minh châu Âu về việc rút đơn đăng ký.
Đại diện cao cấp của EU về chính sách đối ngoại Federica Mogherini năm 2017 tuyên bố rằng Liên minh châu Âu sẽ mở rộng sang Balkan sau khi Vương quốc Anh rời khỏi